# Anna Pawłowska
Anna Pawłowska (22 de febrero de 1998) es una jugadora profesional de voleibol polaco, juega en la  posición de líbero. Desde la temporada 2017/2018, ha estado jugando para el equipo PTPS Piła.